# Pseudalus salmonaceus
Pseudalus salmonaceus är en fjärilsart som beskrevs av Rothschild 1909. Pseudalus salmonaceus ingår i släktet Pseudalus och familjen björnspinnare. Inga underarter finns listade i Catalogue of Life.